# Wijken en buurten in Sliedrecht
De Nederlandse gemeente Sliedrecht is voor statistische doeleinden onderverdeeld in wijken en buurten. De gemeente is verdeeld in de volgende statistische wijken:
- Wijk 00 (CBS-wijkcode:061000)

Een statistische wijk kan bestaan uit meerdere buurten. Onderstaande tabel geeft de buurtindeling met kentallen volgens het Centraal Bureau voor de Statistiek (2008):
| CBS-buurtcode | Buurtnaam                                    | Inwonertal | Opp. totaal (ha) | Opp. land (ha) | Ligging                |
| ------------- | -------------------------------------------- | ---------- | ---------------- | -------------- | ---------------------- |
| BU06100000    | Sliedrechtse Dijk en Stationsweg             | 4040       | 226              | 158            | Locatie in de gemeente |
| BU06100001    | Buitenuitbreiding-Oost                       | 2010       | 33               | 22             | Locatie in de gemeente |
| BU06100002    | Buitenuitbreiding-West                       | 1210       | 12               | 11             | Locatie in de gemeente |
| BU06100003    | Industrieterrein Kerkerak C.S.               | 20         | 56               | 25             | Locatie in de gemeente |
| BU06100004    | Oostwijk I                                   | 4250       | 71               | 71             | Locatie in de gemeente |
| BU06100005    | Oostwijk II                                  | 4610       | 47               | 47             | Locatie in de gemeente |
| BU06100006    | Westwijk I                                   | 1560       | 25               | 24             | Locatie in de gemeente |
| BU06100007    | Industrieterrein Nijverwaard                 | 70         | 65               | 63             | Locatie in de gemeente |
| BU06100008    | Verspreide huizen ten noorden van de Merwede | 60         | 712              | 704            | Locatie in de gemeente |
| BU06100009    | Westwijk II                                  | 3390       | 79               | 77             | Locatie in de gemeente |
| BU06100010    | De Grienden                                  | 2540       | 34               | 34             | Locatie in de gemeente |
| BU06100011    | Industrieterrein Noordoost Kwadrant          | 10         | 41               | 41             | Locatie in de gemeente |